# NMP-7
NMP-7是一种含氮有机化合物，化学式C
23H
28N
2O，可作为大麻素受体CB1和CB2的非选择性激动剂。